# Romaine Mundle
Romaine Mundle, né le 24 avril 2003 à Edmonton en Angleterre, est un footballeur anglais qui joue au poste d'ailier gauche au Sunderland AFC.

## Biographie

### Formation et débuts
Né à Edmonton en Angleterre, Romaine Mundle est formé par l'un des clubs de la capitale, Tottenham Hotspur. En mai 2021 il signe son premier contrat professionnel avec les Spurs.
Mundle quitte Tottenham lors de l'été 2023 en fin de contrat, sans avoir joué le moindre match en équipe première. Il rejoint alors la Belgique et le Standard de Liège pour un contrat de quatre ans.
Il joue son premier match en professionnel avec ce club, le 30 juillet 2023, lors d'une de la première journée de la saison 2023-2024 de première division belge face au K Saint-Trond VV. Il entre en jeu à la place de Hayao Kawabe et son équipe est battue par un but à zéro,.

### Sunderland AFC
Le 1er février 2024, le Sunderland AFC annonce le transfert de Romaine Mundle, conclu lors du dernier jour du mercato hivernal. Le joueur signe un contrat de quatre ans et demi, soit jusqu'en juin 2028.
Mundle inscrit son premier but en professionnel le 9 mars 2024, lors d'une rencontre de championnat face au Southampton FC. Il est titularisé mais ne peut éviter la défaite de son équipe par quatre buts à deux,.
Il se fait remarquer le 24 août 2024, en donnant la victoire à Sunderland en championnat face au Burnley FC en marquant l'unique but de la partie,.